# Unterseeboot UC-30
Pour les autres navires du même nom, voir Unterseeboot 30.
L'Unterseeboot UC-30 est un sous-marin (U-Boot) mouilleur de mines allemand de type UC II utilisé par la Kaiserliche Marine pendant la Première Guerre mondiale. Le U-boot a été commandé le 29 août 1915 et lancé le 27 juillet 1916. Il a été mis en service dans la marine impériale allemande le 22 août 1916 sous le nom de UC-30. En quatre patrouilles, l'UC-30 a coulé cinq navires, soit par ses torpilles, soit par les mines qu’il a posées. L'UC-30 a été coulé par une mine au large de Horns Rev le 21 avril 1917. L’épave a été découverte en 2016.

## Conception
Sous-marin de type UC II, l'UC-30 avait un déplacement de 400 tonnes en surface et de 480 tonnes en plongée. Il avait une longueur hors tout de 49,45 m, un maître-bau de 5,22 m et un tirant d'eau de 3,68 m. Le sous-marin était propulsé par deux moteurs diesel 6 cylindres à quatre temps produisant chacun 250 ch (180 kW), soit un total de 500 ch (370 kW), et par deux moteurs électriques produisant 460 ch (340 kW), actionnant deux arbres d'hélice.
Le sous-marin avait une vitesse maximale de 11,6 nœuds (21,5 km/h) en surface et de 6,6 nœuds (12,2 km/h) en immersion. Son autonomie était de 10 040 milles marins (18 590 km) à 7 nœuds (13 km/h) en surface, et de 53 milles marins (98 km) à 4 nœuds (7,4 km/h) en immersion. Il lui fallait 48 secondes pour plonger, et il était capable d’opérer à une profondeur maximale de 50 mètres.
L'UC-30 était équipé de trois tubes lance-torpilles de 500 mm, un à l’arrière et deux à l’avant, avec sept torpilles, et d’un canon de pont de 8,8 cm SK L/30. Mais son arme principale était ses six puits de mine de 1000 mm portant dix-huit mines UC 200. Son effectif était de vingt-six membres d’équipage.

## Capitaine
Le 20 juin 1917, les restes d’un être humain en grande partie décomposés, maintenus ensemble par un uniforme allemand, ont été retrouvés échoués sur le rivage de Bjergehuse, dans la paroisse de Sønder Nissum, au Danemark. Le curé de la paroisse a décrit les restes comme étant ceux d’un homme d’environ 30 ans, solidement bâti, et a supposé qu’il s’agissait d’un aviateur abattu et noyé. Les restes ont été inhumés dans la paroisse le 23 juin 1917. Le 17 octobre 1917, la légation allemande à Copenhague informa le ministère des Affaires ecclésiastiques que les restes avaient été identifiés comme étant ceux du capitaine du sous-marin UC-30, le Kapitänleutnant Johann Heinrich Wilhelm Maximilian Stenzler, et demanda au nom de sa famille que ses restes soient exhumés et transférés en Allemagne pour y être enterrés. Le 15 novembre 1917, la tombe fut ainsi ouverte, les restes transférés dans un cercueil doublé de zinc et rapatriés. Le 28 novembre 1917, Stenzler est enterré dans la tombe familiale à Stralsund. Le curé de la paroisse de Sønder Nissum a reçu une lettre de la mère de Stenzler, veuve à Stralsund. D’après cette lettre, Stenzler est né le 1er juillet 1886 à Cassel, fils de Max Israël, ancien maire de Stralsund, et de Maria née Wellsmann, qui prit plus tard le nom de Stenzler.

## Épave
L’épave a été localisée par JD-Contractor A/S en 2016 à l’extérieur d’Esbjerg, transportant encore 18 mines et 6 torpilles. L’épave submergée a été identifiée en partie à l’aide d’un sonar multifaisceaux.
Auparavant, une société de plongée danoise avait affirmé avoir identifié une épave trouvée en 2005 comme étant l'UC-30. L’épave présumée a été localisée à environ 66 milles marins (122 km) à l’ouest de Nymindegab (environ 55° 49′ N, 6° 12′ E) à une profondeur de 46 mètres. L’entreprise avait l’intention de plonger sur le site à l’été 2011.

## Affectations
- I Flottille : du 16 novembre 1916 au 21 avril 1917

## Commandants
- Kapitänleutnant Heinrich Stenzler : du 22 août 1916 au 21 avril 1917

## Navires coulés
| Date             | Nom             | Nationalité    | Tonnage | Destin |
| ---------------- | --------------- | -------------- | ------- | ------ |
| 26 novembre 1916 | Romance         | Norvège        | 628     | Coulé  |
| 12 février 1917  | HMT Euston      | Royal Navy     | 209     | Coulé  |
| 16 février 1917  | HMT Recepto     | Royal Navy     | 245     | Coulé  |
| 4 avril 1917     | Hunstanton      | United Kingdom | 4504    | Coulé  |
| 4 avril 1917     | Monte Protegido | Argentine      | 281     | Coulé  |